# Edward Gibbon
Edward Gibbon (født 27. april 1737, død 16. januar 1794) var en britisk historiker og et af de største navne inden for antikforskningen.
Gibbons navn er i dag kendt i forbindelse med Romerrigets fald. Hans værk "The History of the Decline and Fall of the Roman Empire" var banebrydende og debatskabende, da det udkom i flere bind mellem 1776 og 1788. Hans værk bærer præg af at være skrevet i Oplysningstiden, hvor opgør med kirken var kendetegnende. I værket gør han op med de klassiske forestillinger om kristendommen i antikken, og han får martyrmyterne ned på jorden.
Størstedelen af hans værk betragtes i dag som forældet, herunder navnlig de første dele om Romerriget, hvor Gibbon i alt for høj grad støtter sig på Historia Augusta, et falskneri fra slutningen af 300-tallet e.Kr.; ligeledes hans kapitler om Det Byzantinske Rige, der tydeligvis ikke falder i hans smag.
I nutidens bøger om Romerrigets undergang står Gibbons bøger på litteraturlisten, men hovedsagelig for deres forskningshistoriske interesse.
Hvad selve personen angår, så følte Gibbon sig ikke rigtig som britisk efter flere års ophold i Lausanne i Schweiz. Hans hjem var Schweiz og det var da også her, han foretrak at opholde sig.

## Ekstern henvisning
- http://www.blupete.com/Literature/Biographies/History/Gibbon.htm Arkiveret 18. januar 2006 hos  Wayback Machine

- Wikimedia Commons har flere filer relateret til Edward Gibbon